# Middletown (badania społeczne)
Middletown – zbiorcza nazwa dwóch studiów nad światem społecznym małego miasteczka, autorstwa amerykańskich socjologów Roberta i Helen Lyndów. Lyndowie przeprowadzili badania terenowe w mieście Muncie w Indianie w latach dwudziestych i trzydziestych, dokumentując przemiany jakim podlegała lokalna społeczność w czasie wielkiego kryzysu. Prace te weszły do kanonu amerykańskiej socjologii.

## Założenia badawcze
Robert Staughton Lynd (1892-1970) wraz ze swoim najważniejszym współpracownikiem, jakim była jego żona Helen, przyjął odmienną perspektywę niż ówczesna szkoła chicagowska. Wynikało to z faktu, że na początku swoich badań Lynd niewiele wiedział o socjologii i planował je po swojemu opierając się na pracach antropologów społecznych.
Punktem wyjścia Lynda był zasięg i determinanty praktyk religijnych w przeciętnym mieście amerykańskim. Pod wpływem antropologii społecznej zdecydował się rozpatrywać religijność w kontekście całokształtu życia społeczności lokalnej, w wyniku czego powstała jedna z najbardziej wszechstronnych monografii takiej społeczności. 
Lyndowie przyjęli sześciopunktowy schemat klasyfikacji czynności ludzkich: 
1. zdobywanie środków do życia
2. wychowanie dzieci
3. życie rodzinne
4. spędzanie czasu wolnego
5. praktyki religijne
6. aktywność społeczna.

Przedmiotem badań stało się miasto Muncie w stanie Indiana. Lyndowie prowadzili w nim studia terenowe przez 18 miesięcy 1924 i 1925 roku, a więc w okresie poprzedzającym ukazanie się większości prac szkoły chicagowskiej.

## Muncie jako Middletown
Miasto Muncie zostało wybrane z dwóch przyczyn: spełniało założone przez Lyndów wymogi reprezentatywności, było dostatecznie nieduże i homogeniczne, aby mogło zostać opisane jako całość. W trakcie badań objawił się główny temat monografii: wpływ industrializacji na życie tradycyjnego miasta amerykańskiego. Na skutek odkrycia w Muncie gazu ziemnego miasto powiększyło się pięciokrotnie. W związku z tym, Lyndowie przyjęli za konieczne, – co wcześniej rzadko się zdarzało – skontrastowanie stanu aktualnego z poprzedzającym szybki rozwój w Muncie. Chociaż nie opisali historii miasta, to zestawienie tych dwóch stanów pozwoliło uzyskać wyraźny obraz industrializacji. Tym klarowniejszy, że homogeniczność wyeliminowała inne procesy. 
W odróżnieniu od szkoły chicagowskiej Lyndowie nie starli się opisywać wszystkich możliwych procesów. Narzucili sobie surową dyscyplinę, dzięki czemu ich praca ma charakter bliższy monografii, podczas gdy wiele prac chicagowskich miało charakter reportażów. 
Nowością w Middletown było wprowadzenie pojęcia klasy społecznej. Stosowane w monografii Lyndów było niezwykle proste. Podzielili oni ludność miasta na dwie wielkie kategorie: klasę pracującą i klasę niezależnych przedsiębiorców, a więc odpowiednio do zasadniczych źródeł dochodu. Nowość polegała głównie na zapoczątkowaniu myślenia o społecznościach lokalnych w kategoriach klasowych, co w socjologii amerykańskiej należało do rzadkości. 
Lynd wrócił do badania Middletown dziesięć lat później, akurat w trakcie wielkiego kryzysu. Postanowił zbadać jego wpływ na życie przeciętnego miasta, odkrywając stopniowo rażącą niezgodność idei z faktami.